# تقی‌آباد (جلگه ماژان)
تقی‌آباد روستایی در دهستان جلگه ماژان بخش جلگه ماژان شهرستان خوسف استان خراسان جنوبی ایران است.

## جمعیت
بر پایه سرشماری عمومی نفوس و مسکن در سال ۱۳۹۵ جمعیت این روستا ۲۱۲ نفر (۷۲خانوار) بوده‌است.